# (4397) Jalopez
(4397) Jalopez ist ein Hauptgürtelasteroid, der am 9. Mai 1981 vom Felix-Aguilar-Observatorium aus entdeckt wurde.
Der Asteroid wurde nach dem argentinischen Astronomen José Augusto López benannt.